# 4-(Dimethylamino)azobenzol-4′-isothiocyanat
4-(Dimethylamino)azobenzol-4′-isothiocyanat (DABITC) ist eine chemische Verbindung aus der Gruppe der Isothiocyanate. Es wird beim Edman-Abbau und der Molekülmarkierung zur farbigen Derivatisierung von Aminogruppen in Proteinen und Aminosäuren eingesetzt.
4-(Dimethylamino)azobenzol-4′-isothiocyanat liegt in Form von orange bis rotbraunem Pulver oder Kristallen vor.